# Cultivo de árboles de Navidad

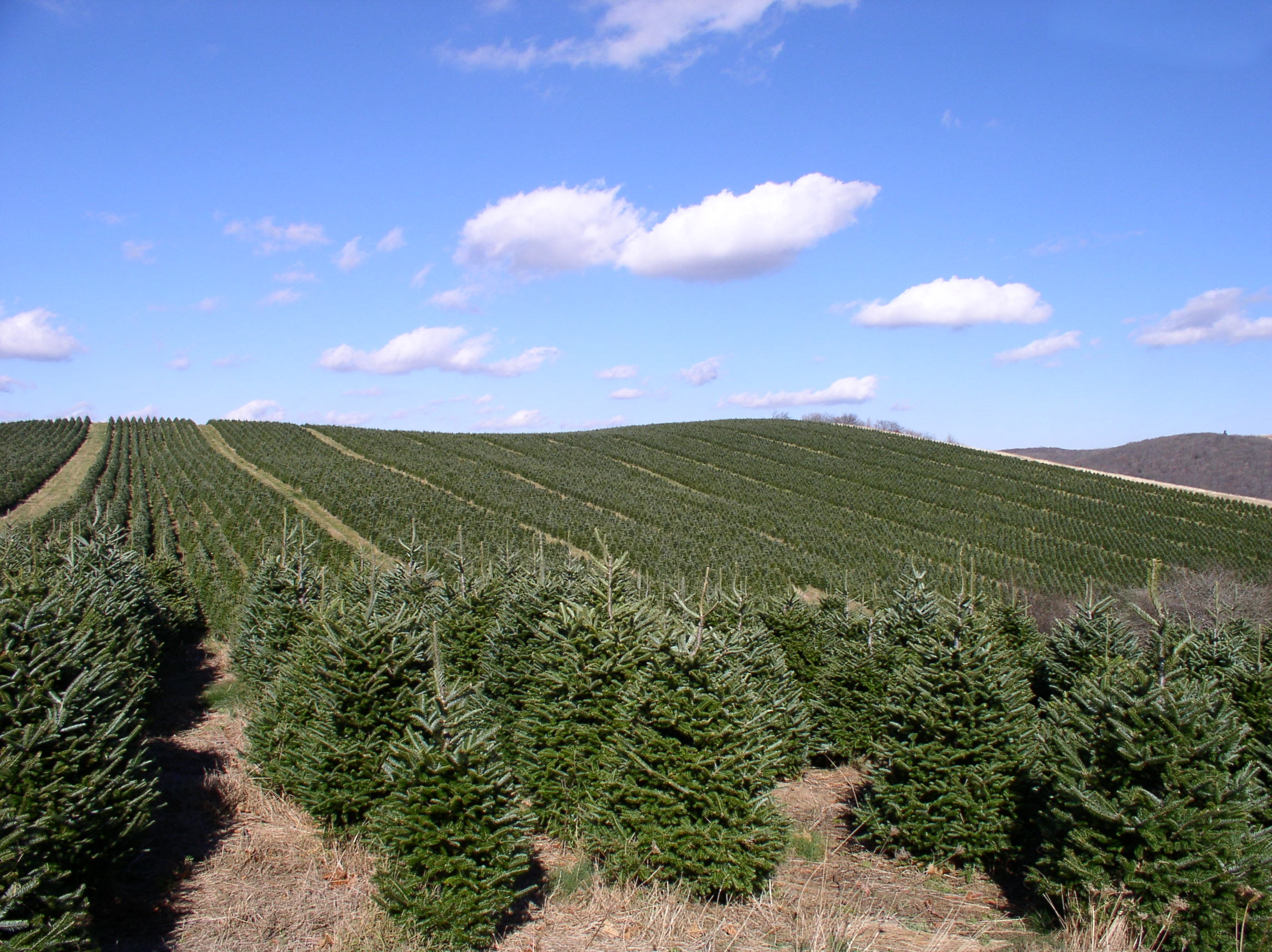
Plantación de árboles de Navidad en Estados Unidos

El cultivo de árboles de Navidad es una actividad agrícola, silvícola y hortícola que implica cultivar pinos, piceas y abetos, principalmente, para utilizarlos en específico como árboles de Navidad. El primer vivero de árboles de Navidad apareció en 1901, aunque la mayor parte de los consumidores continuaron obteniendo sus árboles directamente de bosques hasta los años 1930 y 1940. El cultivo de árboles de Navidad fue visto en principio únicamente como una alternativa viable para darle uso a tierras de labranza de baja calidad. Sin embargo esa percepción ha cambiado dentro de la industria agrícola.
Para obtener cosechas de óptima calidad, el suelo debe ser llano o ligeramente ondulado y estar relativamente libre de maleza y escombros. Se cultivan una amplia variedad de especies de pinos y abetos para usarse como árboles de Navidad, aunque algunas variedades destacan por su popularidad. En los Estados Unidos, el abeto de Douglas, el pino silvestre y el abeto de Fraser tienen buena demanda. El abeto de Normandía y la picea de Noruega son populares en el Reino Unido, esta última incluso en toda Europa. Como todas las coníferas, los árboles de Navidad son vulnerables a una gran cantidad de plagas. Los áfidos y los adélgidos son sus enemigos más comunes dentro de los insectos, y la denominada muerte repentina del roble se ha presentado en viveros californianos. El cultivo de árboles de Navidad también ha levantado críticas por parte de los ecologistas debido al uso de pesticidas y a los posibles efectos del cultivo sobre la biodiversidad.
La etapa final del cultivo, la cosecha, se realiza de diferentes formas; uno de los métodos más populares es la elección personal del árbol, donde a los clientes se les permite recorrer el vivero, elegir su árbol y talarlo ellos mismos. Otros cultivadores cultivan árboles en macetas para que así puedan ser replantados después de Navidad y usados de nuevo al año siguiente. En los Estados Unidos, la investigación genética ha producido mejores variedades de semillas, lo que ha resultado en cosechas de árboles de Navidad de mayor calidad. Las jurisdicciones en Canadá y los Estados Unidos han establecido mínimos de calidad para los árboles de Navidad que son talados.

## Historia
La práctica de cultivar árboles de hoja perenne para venderlos específicamente como árboles de Navidad se remonta a 1901, cuando un vivero de 25 000 piceas de Noruega fue establecida cerca de Trenton, Nueva Jersey, Estados Unidos. Sin embargo, la comercialización de árboles de Navidad había comenzado cincuenta años antes cuando un granjero de los montes Catskill llevó árboles a Nueva York para venderlos. A pesar de estos primeros intentos, la mayoría de las personas continuaron obteniendo árboles silvestres directamente de bosques hasta las décadas de 1930 y 1940. Después de la Segunda Guerra Mundial más árboles comenzaron a ser cultivados en plantaciones, y para los años 1950 la creciente demandas de sus clientes hizo que la competencia entre vendedores fuera cada vez mayor. El mercado de árboles de Navidad floreció durante las décadas de 1960 y 1970, pero de los años 1980 en adelante los precios y el mercado de árboles de Navidad naturales decayeron. A comienzos del siglo XXI cerca del 98 % de todos los árboles de Navidad naturales vendidos en el mundo fueron cultivados en viveros especializados.

## Cultivo

### Terreno y clima

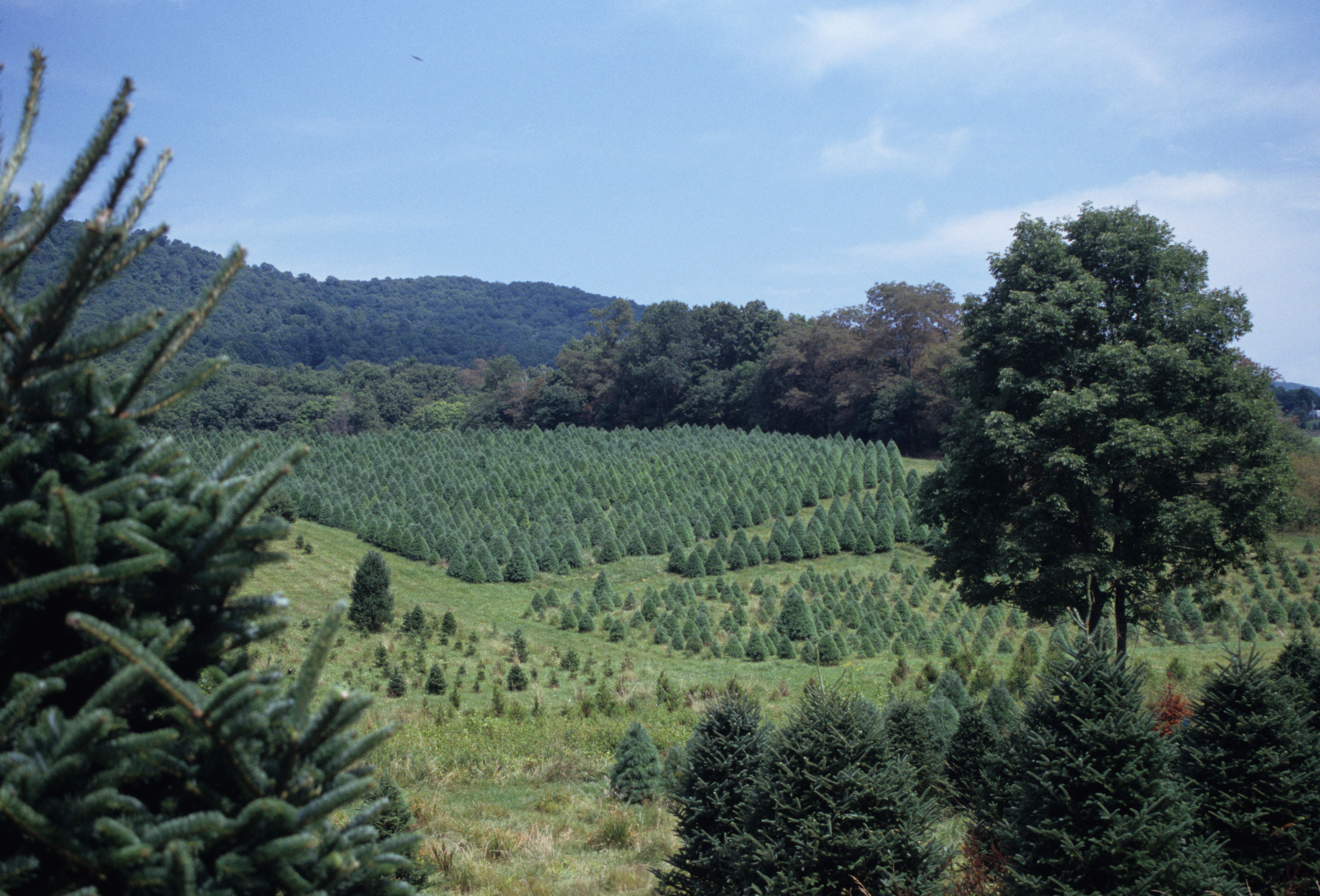
Este vivero de árboles de Navidad se sitúa en terreno ligeramente ondulado

Los viveros de árboles de Navidad se localizan preferentemente en terrenos relativamente llanos y libres de obstrucciones. En el pasado, los cultivadores de árboles de Navidad establecieron sus plantaciones en terrenos agrícolas poco deseables, también llamados «páramos agrícolas». No obstante, en el cultivo moderno de árboles de Navidad el énfasis ha girado en torno a la producción de árboles de mayor calidad, incrementando de igual forma las expectativas en la calidad del suelo. Es más, algunas especies de árboles, como el abeto de Fraser, son incapaces de crecer en tierras de labranza de baja calidad. Se prefieren terrenos planos o ligeramente ondulados antes que terrenos con empinadas cuestas o pendientes, los cuales son propensos a la erosión y a las fluctuaciones en la fertilidad. Obstrucciones considerables, como rocas, cercas o un sotobosque significativo, también son poco recomendables.
Como todas las plantas y cultivos, los árboles de Navidad requieren una serie de nutrientes específicos para prosperar. Hay 16 elementos que son cruciales para su crecimiento; de ellos, tres se obtienen a través del aire y del agua: hidrógeno, carbono y oxígeno. Del suelo se obtiene nitrógeno, fósforo, potasio, calcio, magnesio, azufre, boro, cobre, cloro, manganeso, molibdeno, hierro y zinc. Si los elementos necesarios no están disponibles en la tierra donde se encuentran, se usan fertilizantes nutritivos. Otros factores importantes a considerar sobre el suelo son el pH y el drenaje. Ciertos tipos de tierras son preferibles, dependiendo del tipo de árbol. Los pinos usualmente se adaptan mejor a un terreno arenoso o limoso, mientras que los abetos, como el abeto plateado y el abeto de Douglas, prefieren terrenos arcillosos y de limos de textura fina. Algunas especies crecen bien en todo tipo de terreno, pero en cualquier caso, la tierra debe drenarse bien para que el vivero de árboles de Navidad tenga oportunidad de prosperar.
El clima, al igual que con otras actividades agrícolas, juega un papel crucial en el desarrollo de un vivero de árboles de Navidad. El frío intenso durante el invierno y el calor y sequía extremos durante y después de la cosecha pueden causar daños irreparables al cultivo. Las nevadas prematuras pueden hacer que tanto la cosecha como el transporte de árboles se vuelvan tareas difíciles o imposibles de realizar.

### Trabajo y equipo

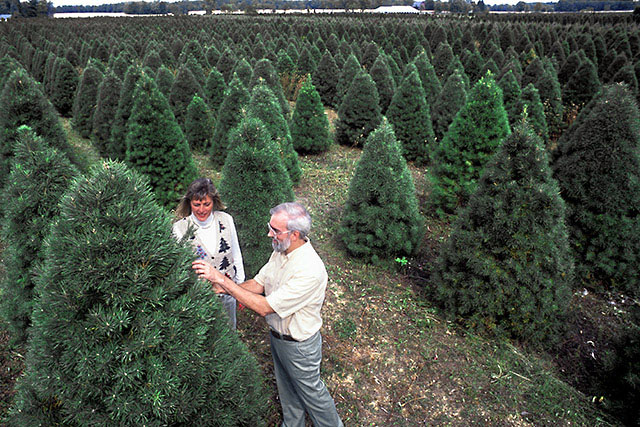
Los árboles son revisados frecuentemente por los cultivadores para controlar enfermedades y plagas.

El cultivo de árboles de Navidad es un proceso intensivo de trabajo. Dependiendo de la calidad del suelo, puede requerirse la utilización de máquinas excavadoras antes de sembrar, a fin de quitar obstáculos como troncos o rocas. Si el volumen de la maleza lo requiere, la tierra puede ser labrada; la labranza puede ayudar a quitar cualquier escombro restante después de la eliminación de árboles y hierbas. Tanto las plantas leñosas como las malas hierbas deben ser controladas antes de sembrar; esto por lo general se hace aplicando un herbicida químico. Además, algunos tipos de fertilizantes deben ser introducidos en el suelo antes de la siembra. El trabajo realizado antes de sembrar las plantas de semillero juega un papel importante en el éxito general de una cosecha de árboles de Navidad.
Cuando los árboles ya se encuentran plantados, el trabajo sobre el cultivo continúa. Las plagas animales (especialmente los insectos) y enfermedades deben ser monitoreadas y controladas, y el crecimiento de hierbas también debe ser minimizado. Muchas especies de pinos y abetos requieren ser podadas de dos a cuatro años después de haber sido plantadas para conservar la forma tradicional que tienen los árboles de Navidad. La omisión o el retraso de la poda pueden resultar en problemas para vender los árboles debido a los grandes huecos que presentan en la cobertura de las ramas. Algunas especies de pinos, como el pino silvestre, son susceptibles a volverse de color amarillento durante la temporada seca, algo que generalmente es contrarrestado con un colorante o pintura verde.
La cantidad de dinero que se desembolsa para conseguir equipo de trabajo varía ampliamente. Algunos objetos que por lo general pueden ser hallados en un vivero de árboles de Navidad son rociadores de insecticida, moldeadores —que sirven para darle forma a los árboles— y tractores. Las sembradoras mecanizadas, con un costo aproximado de USD 4000, no son esenciales pero sí significan un ahorro de tiempo para los cultivadores. Los cultivadores pueden comprar plantas de semillero en viveros.

### Árboles

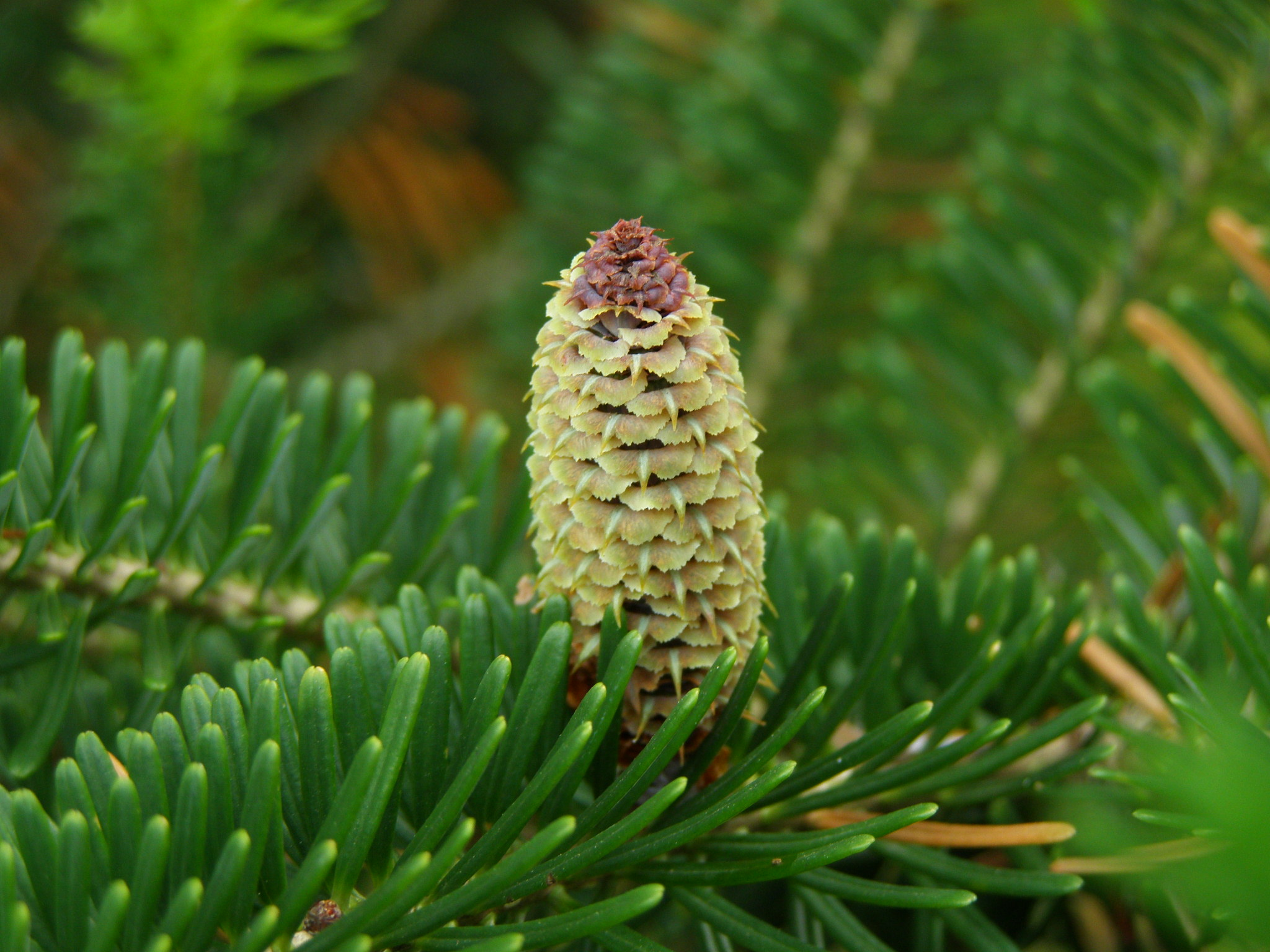
Piña de un abeto de Douglas, una especie popular tanto en Estados Unidos como en el Reino Unido.

Las especies que mejor se venden en el mercado norteamericano son el pino silvestre, el abeto de Douglas, el abeto noble, el abeto balsámico, el abeto de Fraser, el abeto de Virginia y el pino blanco americano, aunque otros tipos de árboles también son cultivados y comercializados. En Alabama, por ejemplo, algunos tipos de árboles cultivados para utilizarse como árboles de Navidad incluyen el pino blanco americano, pino de Virginia, ciprés de Leyland y ciprés de Arizona. En Florida, entre los 20 000 árboles cultivados en el estado cada año se encuentran algunos ejemplares de pino de arena y pino picea.

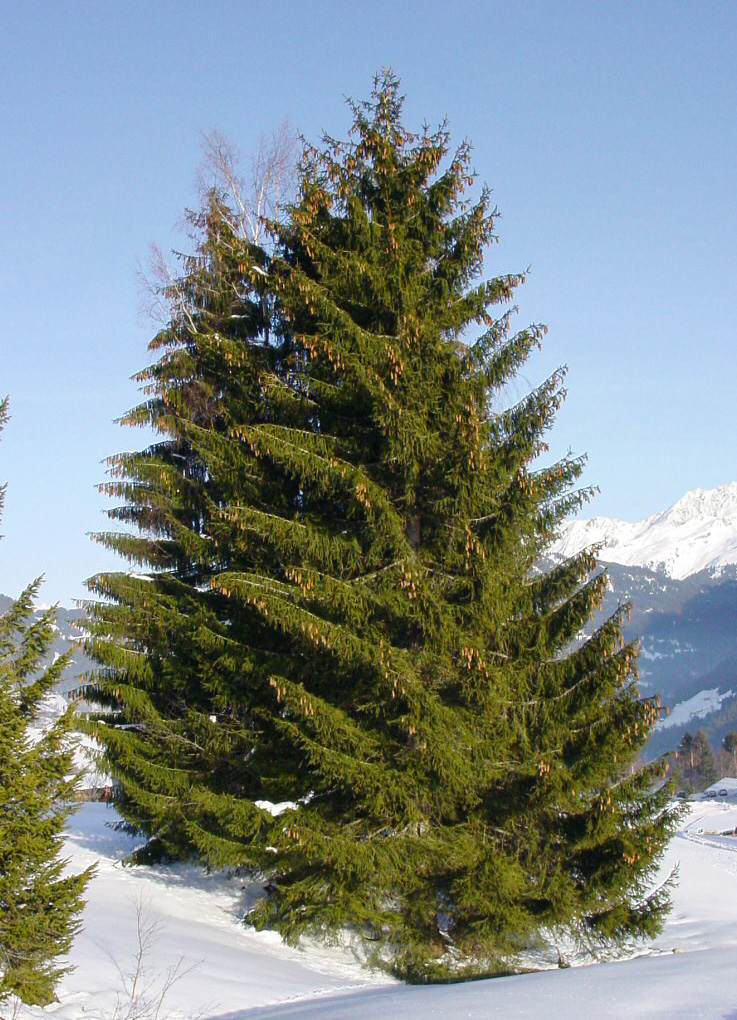
La picea de Noruega es una especie con gran demanda en Europa

En Gran Bretaña, el abeto de Normandía es una especie popular. Otras especies populares en la región son la picea de Noruega, la picea de Serbia y el pino silvestre, este último un poco menos común que los otros; tiene hojas puntiaguas que no sostienen las cargas fácilmente.
En el Pacífico Noroeste de los Estados Unidos, una importante región de cultivo de árboles de Navidad, el abeto de Douglas siempre ha sido la principal especie cultivada. La mitad de todos los árboles producidos en la zona son abetos de Douglas. Los árboles de esta especie por lo general tardan de cinco a siete años en madurar lo suficiente para poder ser vendidos como árboles de Navidad. También comunes en la región son el abeto noble, un árbol con un mayor costo que el abeto de Douglas, y el abeto gigante, el cual conforma cerca del 10 % de la cosecha anual en el Noroeste. Otras especies colectivamente conforman solo entre el 3 y el 5 % de la cosecha total en la región.
En América del Norte, el abeto de Fraser, cultivado en los Montes Apalaches de Carolina del Norte, ha sido llamado el "Cadillac de los árboles de Navidad" así como la «más popular y más valiosa de las especies de árboles de Navidad». En el sur de los Estados Unidos, el pino de Virginia es una especie popular. En Canadá, el pino blanco, la picea blanca, el pino silvestre, la picea azul y el abeto de Fraser generalmente son cultivados. En la provincia de Ontario, el pino silvestre siempre ha dominado tanto el mercado doméstico como el de exportación. Otras regiones del mundo también tienen diferentes especies favoritas cuando de árboles de Navidad se trata, y sus viveros de árboles de Navidad lo reflejan; en Europa, por ejemplo, la picea de Noruega es bastante popular.

### Plagas, enfermedades y malas hierbas

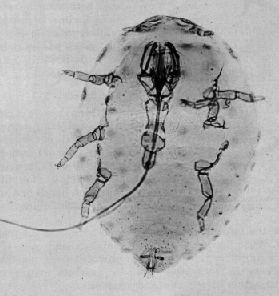
Adelges piceae, una de las principales plagas que afectan los cultivos de árboles de Navidad.

Muchas de las especies de coníferas cultivadas deben afrontar infestaciones y plagas como Adelges piceae, además de otros adélgidos y áfidos. Las especies de insectos invasores, como Tomicus piniperda y la pollila gitana, también amenazan los cultivos de árboles de Navidad. Los árboles de Navidad igualmente son vulnerables a patógenos fúngicos, resultando en enfermedades como la putrefacción de raíces y, en California, Washington, Oregón y Columbia Británica, la muerte repentina del roble. Los abetos de Douglas son especialmente vulnerables a infecciones de patógenos botánicos tales como Rhabdocline pseudotsugae y Rhabdocline weirii; R. weirii afecta únicamente a los abetos de Douglas. El patógeno por lo general hace a los abetos de Douglas invendibles como árboles de Navidad y afecta gravemente a la industria de cultivo de árboles de Navidad.
Algunos mamíferos como venados, tuzas y ardillas terrestres también son amenazas contra los cultivos de árboles de Navidad, debido al daño que causan a las raíces y brotes. Ciertas especies de aves de igual forma son consideradas pestes, incluyendo a la pinícola de pico grueso, que se alimenta de brotes de coníferas, generalmente afectando a los pinos silvestres pero también a los pinos blancos americanos y a los pinos rojos, así como a las piceas. Las malas hierbas, así como las plantas leñosas, también compiten con los cultivos de árboles de Navidad por agua y nutrientes, necesitándose métodos de control como cortar la hierba, utilizar herbicidas químicos y labrar la tierra para mantener el control.

### Calidad
| Categoría    | Requerimientos                                                                      |
| ------------ | ----------------------------------------------------------------------------------- |
| U.S. Prémium | Fresco, muy limpio, saludable, volumen alto, un defecto menor permitido.            |
| U.S. N.º 1   | Fresco, bastante limpio, saludable, volumen medio, dos defectos menores permitidos. |
| U.S. N.º 2   | Fresco, bastante limpio, saludable, volumen bajo, tres defectos menores permitidos. |

Las categorías según la calidad de los árboles de Navidad surgieron en 1965 en Ontario, Canadá. Mientras que estas categorías en Ontario son una ley, en los Estados Unidos el sistema de categorización no es obligatorio. De hecho, es común para los cultivadores estadounidenses desarrollar sus propios sistemas de clasificación. Los sistemas establecidos por jurisdicciones individuales generalmente están inspirados en el plan de categorización del Ministerio de Agricultura de los Estados Unidos (USDA, por sus siglas en inglés), aun cuando no se basen completamente en él. Los criterios de categorización para árboles de Navidad de la USDA entraron en vigor el 30 de octubre de 1989, abarcando "árboles cortados o no cortados de las especies coníferas que generalmente son comercializadas como árboles de Navidad".

### Cosecha

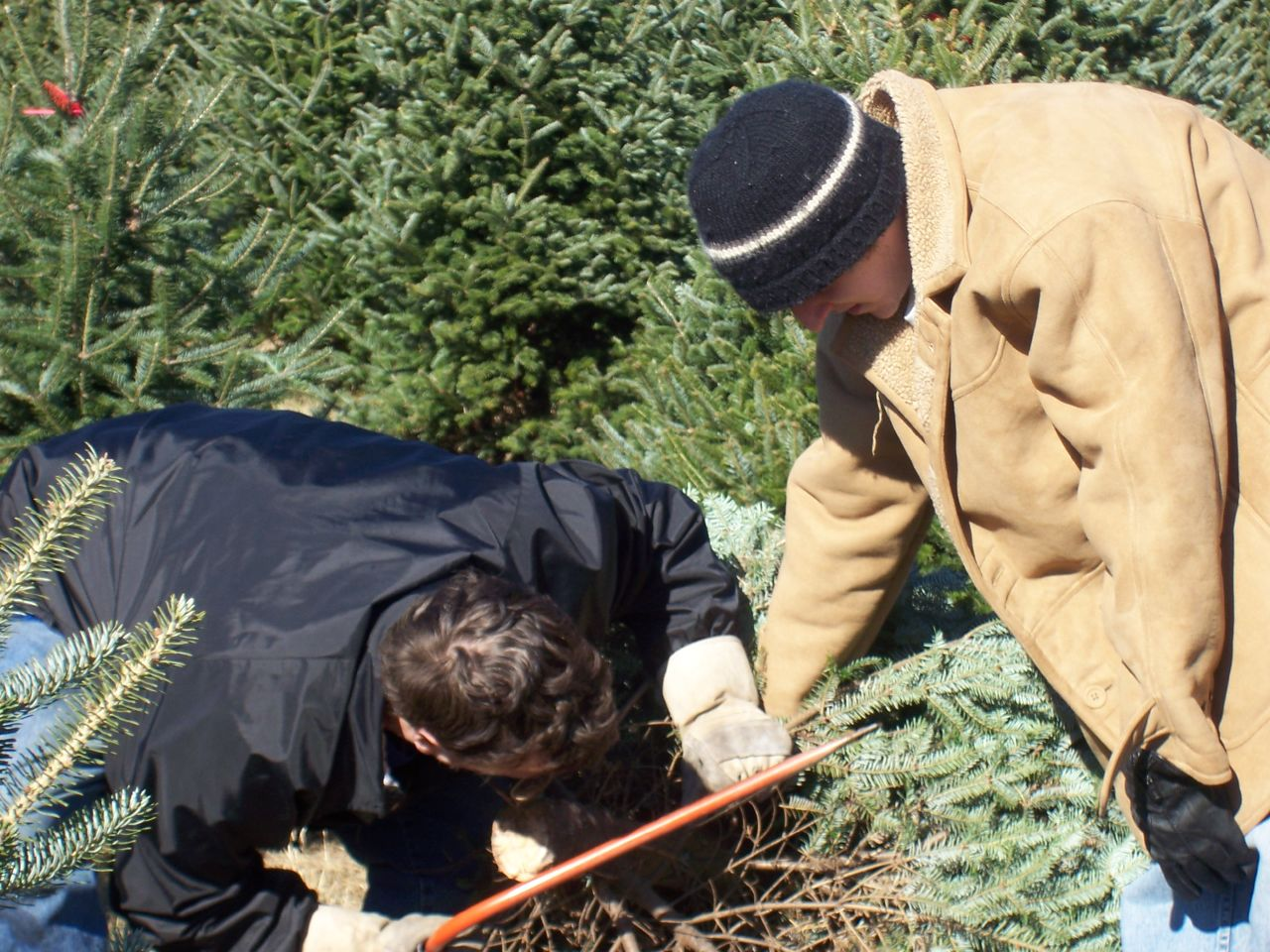
Clientes, armados con una sierra, cortando su propio árbol.

Los árboles de Navidad pueden ser cosechados y comercializados de diferentes formas. Algunos viveros permiten que sus clientes caminen por la plantación, seleccionen su árbol y lo talen ellos mismos. Las operaciones de venta al por mayor son más exhaustivas ya que usualmente requieren que el cultivador haga ciertas tareas como fardar, talar, transportar los árboles y empacarlos en un vehículo. Además, este trabajo debe ser completado durante un muy corto período en noviembre. Los cultivadores también cosechan los árboles arrancándolos desde la raíz para más tarde venderlos como árboles de cría —para cultivar más árboles de Navidad— o como árboles de Navidad reutilizables. Esta última opción permite que los árboles sean cosechados antes del periodo usual de entre 6 y 10 años requerido para que un árbol de Navidad madure.
Los viveros más grandes comenzaron a usar helicópteros para transportar sus cosechas de árboles durante la década de 1980. Un vivero de Oregón de 500 hectáreas carecía de comunicación por carreteras, por lo que comenzó a utilizar helicópteros para trasladar hasta 200 000 árboles de Navidad por año. Los helicópteros disminuyen la cantidad de tiempo que transcurre entre la cosecha y la comercialización, reduciéndolo de dos semanas a tan solo tres días.

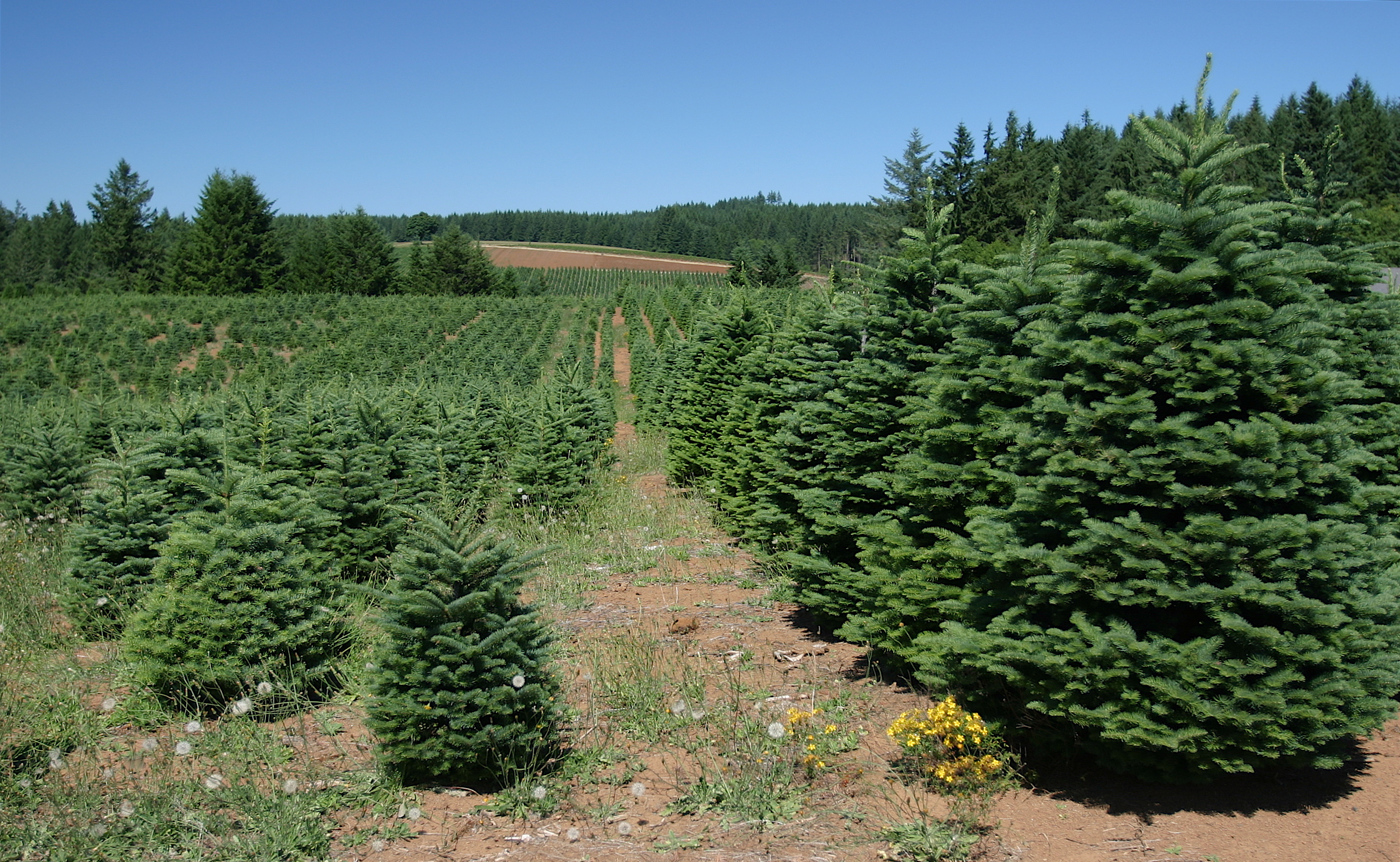
Árboles en crecimiento junto a otros ya maduros y listos para ser cosechados

No todos los árboles de Navidad que son cosechados son cultivados en plantaciones. Por ejemplo, en Columbia Británica, Canadá, la mayor parte de los 900 000 árboles cosechados para ser usados como árboles de Navidad provienen de bosques naturales de pinos y abetos. El Ministerio de Bosques y Praderas de Columbia Británica permite que cualquier residente de la provincia corte un árbol de Navidad en las Tierras de la Corona sin ningún costo. En los Estados Unidos, el Servicio Forestal de aquel país y el Departamento de Administración de Terrenos permiten la tala de árboles en los territorios del gobierno, principalmente dentro del sistema de Bosques Nacionales.

### Cultivadores
Las personas que operan los viveros de árboles de Navidad van desde productores de tiempo completo hasta cultivadores de medio tiempo. Algunos cultivadores comenzaron a cultivar árboles de Navidad como un ingreso adicional para ahorrar dinero para su retiro o para fondos universitarios, o comenzaron la actividad a través de plantaciones que originalmente no fueron planeadas como viveros de árboles de Navidad.
Varias asociaciones de cultivadores han sido fundadas en las naciones productoras de árboles de Navidad. En el Reino Unido, la Asociación Británica de Productores de Árboles de Navidad es una asociación comercial conformada por cultivadores de árboles de Navidad de Gran Bretaña e Irlanda del Norte. La Asociación Nacional de Árboles de Navidad de Estados Unidos (NCTA, por sus siglas en inglés) funciona de forma similar en aquella nación norteamericana.

## Impacto ecológico
El cultivo de árboles de Navidad afecta al medio ambiente circundante de muchas formas. En los Estados Unidos, la NCTA subraya los beneficios ambientales de la cría de árboles de Navidad, especialmente en comparación a la alternativa de los árboles artificiales. La NCTA afirmó que cada acre de árboles de Navidad producía el requerimiento diario de oxígeno para 18 personas; con 500 000 acres (2000 km²) se produciría oxígeno para nueve millones de personas por día. La NCTA también afirmó que las plantaciones ayudan a estabilizar el suelo, protegen las reservas de agua y proveen hábitats para la vida salvaje. Además, la organización hace énfasis en la reducción del dióxido de carbono a través del cultivo de árboles de Navidad. También se ha argumentado en contra de los árboles de Navidad naturales que su replantación posterior, de ser realizada, suele tener muy poco éxito.[cita requerida] Por otro lado, también se ha dicho que los árboles artificiales implican la utilización de recursos no renovables, como metal y plástico, además de que su fabricación involucra gastos energéticos, procesos químicos y generación de residuos.
Los árboles de Navidad evitan la erosión del suelo pues al crecer sus raíces, éstas se estabilizan y hacen lo mismo con la tierra. Además de estabilizarlo, lo nutren, ya que después de ser cortados, las raíces y el tronco restante terminan pudriéndose. Además, todas las ramas y hojas que se desprenden del árbol durante su periodo de crecimiento se convierten en materia orgánica que también contribuye a la nutrición del suelo. El cultivo de árboles de Navidad beneficia también a los animales, especialmente aves, aunque igualmente otros animales se ven beneficiados indirectamente pues se alimentan de algunos animales —como roedores— que viven en los árboles, o de la hierba que crece alrededor de ellos.

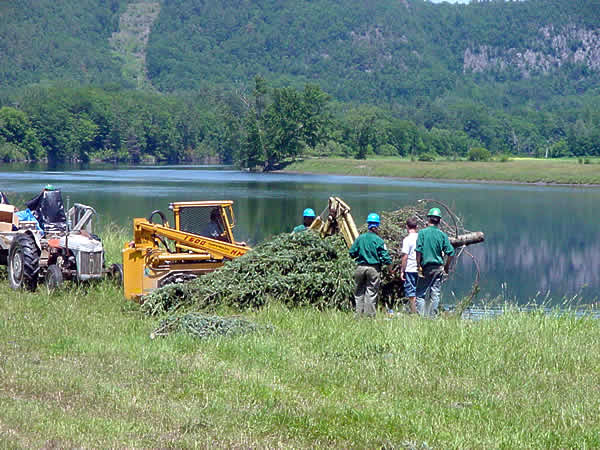
Trabajadores colocando los árboles de Navidad en su lugar en el río Connecticut como parte de un proyecto para revertir la erosión del suelo.

Un informe de 1998 de la Estación Experimental Agrícola de la Universidad Estatal de Míchigan predijo que las preocupaciones ambientales relacionadas con la producción de árboles incrementarían y se usarían como una posible razón por la que la gente preferiría los árboles artificiales en el futuro. El informe citaba al uso de fertilizantes y pesticidas y a las preocupaciones en aumento respecto al manejo de árboles como las principales razones de su predicción. Los críticos del cultivo de árboles han señalado las preocupaciones marcadas en el informe de 1998, así como otras cuestiones, tales como el efecto que tienen las operaciones a gran escala de cultivo de árboles sobre la biodiversidad. El uso de pesticidas en los viveros de árboles de Navidad es una de las principales preocupaciones de los ecologistas; los abetos son vulnerables a una gran variedad de plagas y enfermedades que requieren del uso de pesticidas y otros químicos como el glifosato, un herbicida ampliamente usado. El glifosato se utiliza comúnmente en la producción de árboles de Navidad en el estado estadounidense de Carolina del Norte, donde los estudios han descubierto restos de químicos agrícolas en hogares y en muestras de orina de trabajadores de la industria agrícola. El árbol de Navidad promedio recibe más o menos la mitad de una onza (14 g) de pesticidas durante su vida.
El sitio web de jardinería de la BBC consideró a la compra de árboles de Navidad realizada directamente en los viveros como «la forma más amistosa ecológicamente hablando de obtener un árbol». Otros atributos ecológicos positivos han sido considerados también. Investigadores de la Universidad de Nebraska mencionaron la reutilización de árboles de Navidad como mantillo y, en grandes cantidades, como barreras para la erosión del suelo, entre los beneficios del uso de árboles naturales.
En 2002 algunos árboles de Navidad de gran tamaño fueron utilizados en un proyecto para restaurar una sección de 1.200 pies de largo de bancos de ríos severamente erosionados a lo largo del Río Connecticut en Fairlee, Vermont. Como parte de este proyecto, árboles de Navidad de entre 20 y 40 pies de altura fueron utilizados para ayudar a crear barreras en el sitio a fin de desviar el curso del río lejos del sitio en restauración. Los árboles fueron colocados en el río, con las puntas apuntando río abajo, protegidos por una pequeña barrera de rocas y atados a la orilla.

## Investigación
Desde 2004, varios colaboradores de la Universidad Estatal de Oregón han investigado diferentes aspectos del cultivo de árboles de Navidad. Entre otras cosas, se investiga la genética de los árboles de Navidad, el manejo de las enfermedades y la fertilización, la productividad y sistemas naturales y artificiales de regeneración. A mediados de la década de 1990 las investigaciones se enfocaron en crear mejores reservas de semillas de árboles de Navidad, resultando en un mayor porcentaje de árboles maduros de calidad, a través de perfeccionamientos genéticos. Investigaciones similares han sido desarrolladas en la Universidad Estatal de Nuevo México.
Instituciones de los Estados Unidos en otras zonas productoras de árboles de Navidad también han emprendido sus propios programas de investigación. La Universidad Estatal de Carolina del Norte cuenta con empleados de tiempo completo dedicados a todos los aspectos de la producción de árboles. Las especialidades en la Estatal de Carolina del Norte abarcan varios departamentos académicos y van de un programa genético sobre los árboles de Navidad a proveer apoyo material para cultivadores en áreas como la agricultura sostenible y el manejo de plagas.

## Clasificación de la industria

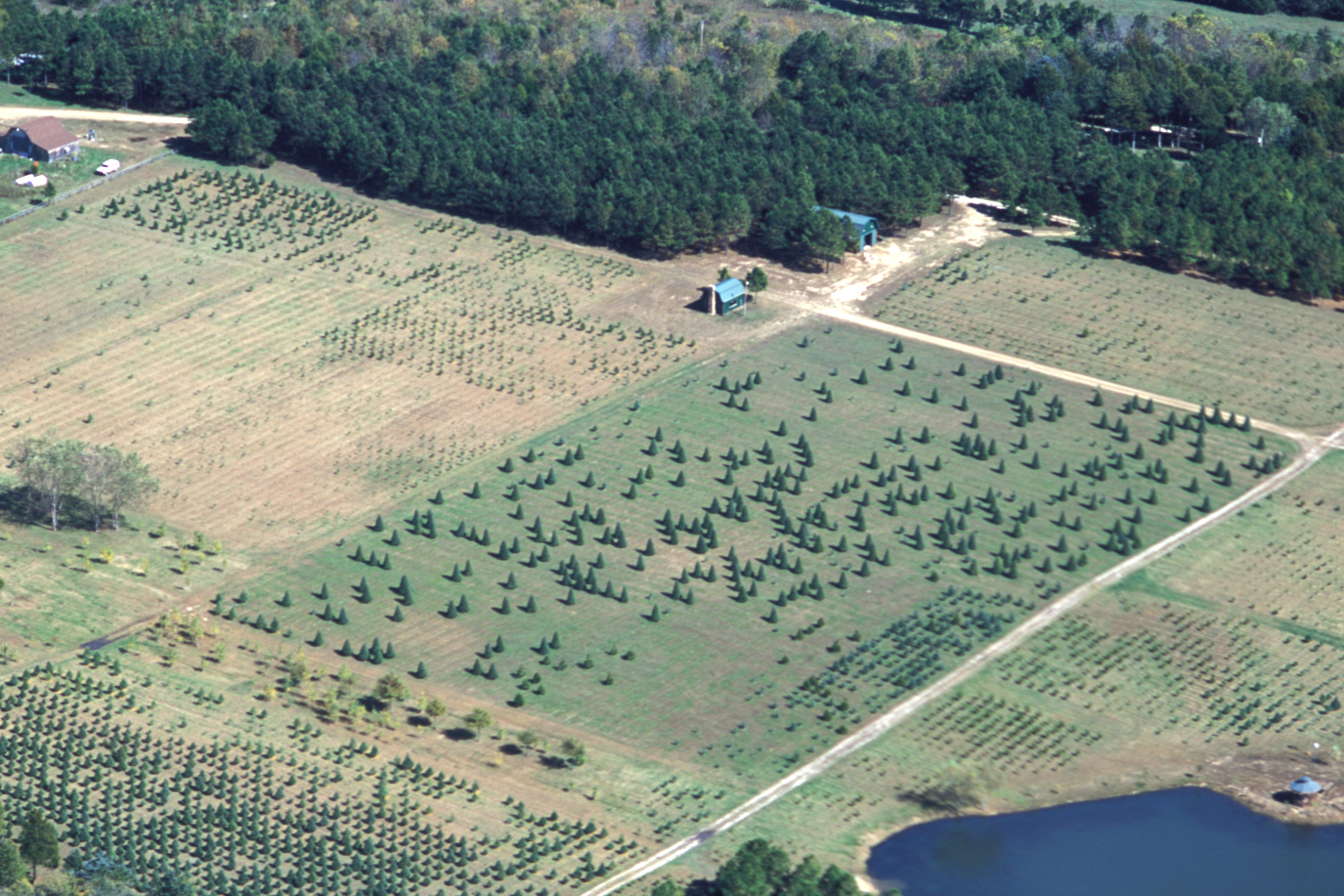
Vista aérea de una plantación de árboles de Navidad

Las actividades relacionadas con el cultivo de árboles de Navidad requieren habilidades multidisciplinarias (silvícolas, hortícolas y agrícolas) y caen en diferentes categorías especializadas. Según las estipulaciones de la Sección 29 del Código de los Estados Unidos, el cual define las regulaciones federales pertinentes al Departamento del Trabajo de los Estados Unidos, la siembra de árboles de Navidad, su cuidado y su tala no son específicamente "operaciones agrícolas". La Agencia de Servicios Agrícolas de los Estados Unidos no provee seguros de cultivos para las crías de árboles de Navidad, no obstante, hay un programa alternativo, a través de la misma Agencia, que provee asistencia para los cultivos no asegurados. La Oficina del Censo de los Estados Unidos, responsable del Censo de Agricultura hasta 1997, excluía a las plantaciones de árboles de Navidad de sus reportes al no considerarlas propiamente plantaciones. Cuando la autoridad del Censo de Agricultura le fue dada al Ministerio de Agricultura de los Estados Unidos en 1997 los desacuerdos en la definición fueron resueltos y el Censo de Agricultura incluyó a las plantaciones de árboles de Navidad.
El estatus de las plantaciones de árboles de Navidad como verdaderos viveros, por definición, y de sus productos de esta forma agrícolas por naturaleza, han evolucionado en los organismos gubernamentales responsables de tales categorizaciones. Tanto en Canadá como en los Estados Unidos los gobiernos realizan sus respectivos censos de agricultura regularmente. Comenzando en 1996, el gobierno canadiense incluyó a las plantaciones de árboles de Navidad en su Censo de Agricultura con respecto al tema de ingresos netos y recibos de dinero. Los cambios también incluían la adición de las eclosionadoras de huevos al censo. Los resultados fueron marginales con los ingresos netos elevándose solo 0,1 %.
En el Reino Unido, los árboles de Navidad no entran en la categoría de empresas incluidas en los ingresos agrícolas. En su lugar, las plantaciones de árboles de Navidad se encuentran clasificadas como huertos. Los huertos son considerados aparte de la agricultura y los viveros o jardines usados para la venta de productos. No obstante, en Irlanda del Norte, algunos árboles de Navidad son cultivados y cosechados por el Servicio Forestal.

## Trascendencia cultural

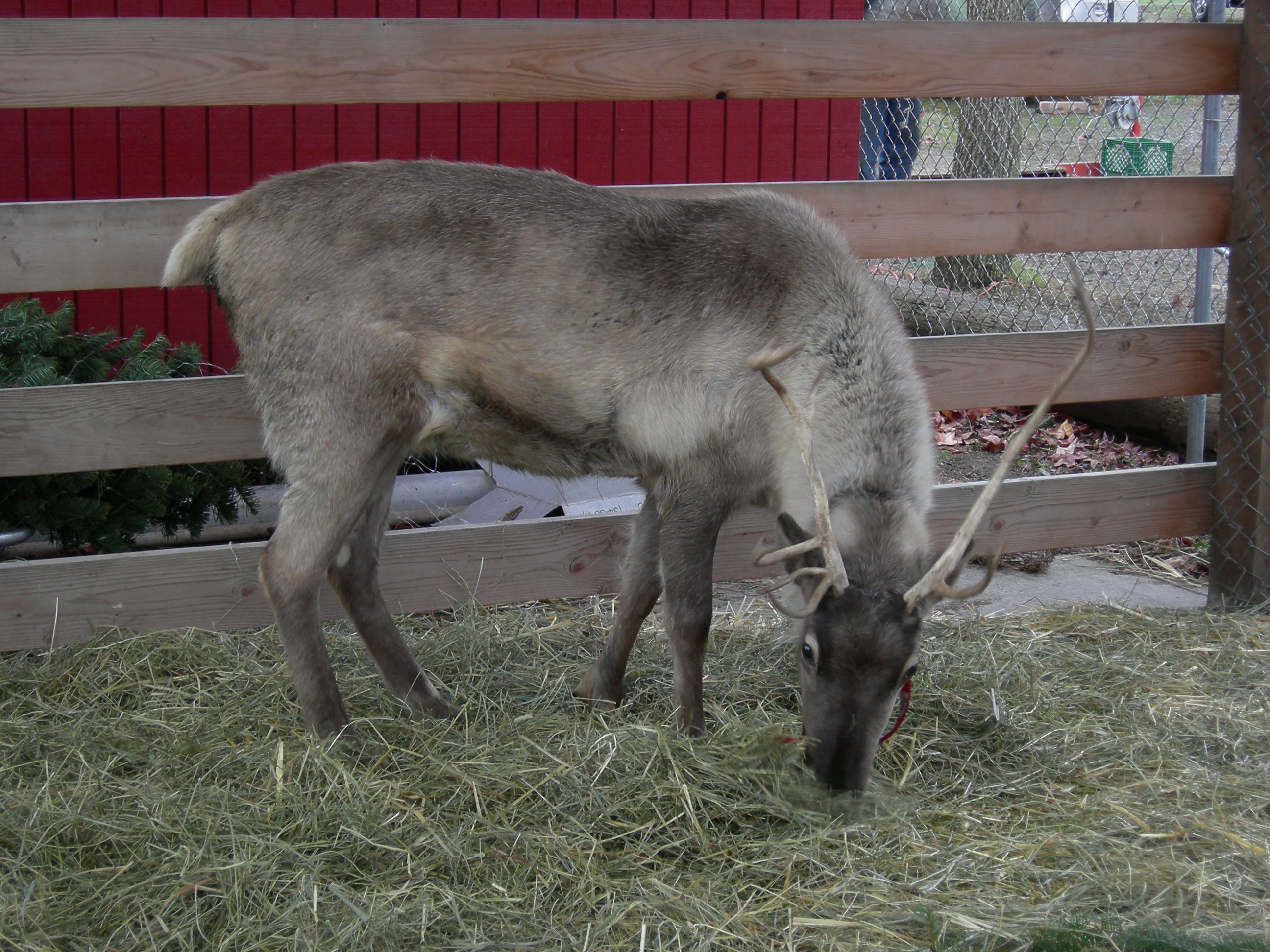
Este reno, en un vivero de árboles en Seattle, es parte de los extras relacionados con las festividades ofrecidos por muchos viveros de árboles de Navidad.

En los Estados Unidos, las visitas a viveros de árboles de Navidad se han vuelto una tradición durante la época navideña. Los viveros de árboles de Navidad han apreciado esta tendencia; en un vivero de Minnesota se ha vuelto una tradición para los clientes posar para fotografías con sus árboles, y cuando regresan los siguientes años pueden ver en el "muro de recuerdos" su fotografía. Otros viveros de árboles de Navidad han servido a las mismas familias durante varias generaciones, volviéndose parte de las tradiciones festivas de cada grupo.
En 2006, el Comisionado de Agricultura del Estado de Nueva York, Patrick H. Brennan, puntualizó las virtudes de comprar árboles de Navidad en viveros locales. En un comunicado enviado para apoyar a los cultivadores de árboles de Navidad de Nueva York él declaró:

Es una tradición en mi familia visitar nuestro vivero de árboles local y cosechar nuestro árbol de Navidad familiar. Es un evento maravilloso para toda la familia y si todavía no lo hacen, los animo a compartir esta tradición con sus familias.

Algunos viveros ofrecen más que solo la oportunidad de talar un árbol de Navidad. No son poco comunes actividades al aire libre relacionadas con las festividades, entre las cuales se encuentran paseos en carreta, donde se ofrece chocolate caliente o sidra, visitas de Santa Claus y manualidades navideñas. Muchos viveros animan a las escuelas a organizar visitas con sus estudiantes.